# Ashikaga (Tochigi)
Ashikaga (足利市, Ashikaga-shi) és una ciutat i municipi de la prefectura de Tochigi, a la regió de Kanto, Japó. La ciutat és famosa per donar nom al clan Ashikaga, una dinastia de Shoguns que governarien el Japó durant el període Muromachi i per l'escola Ashikaga.

## Geografia
El municipi d'Ashikaga està situat al cantó oriental més meridional de la prefectura de Tochigi, limitant amb la prefectura de Gunma al nord, est i sud. El riu Watarase flueix passant pel centre de la ciutat. Ashikaga es troba aproximadament a 80 quilòmetres al nord de Tòquio. El terme municipal d'Ashikaga limita amb els de Sano al nord-est i amb Tatebayashi, Kiryū, Ōta i Ōra, tots aquests a la prefectura de Gunma.

### Ansoku
Ansoku (安足) és el nom que rep la regió que actualment ocupen els municipis d'Ashikga i Sano. El nom deriva, al seus orígens, en els noms dels districtes d'Ashikaga i d'Aso, que contenien diversos municipis que actualment es troben integrats dins dels termes municipals de les actuals ciutats d'Ashikaga i Sano.

## Història
Durant el període Heian, Ashikaga va florir gràcies a Minamoto no Yoshikuni, del qual els seus descendents fundarien anys més tard el clan Ashikaga. Des d'aquesta època, la zona és reconeguda per l'escola Ashikaga. Durant el període Tokugawa, Ashikaga fou capital del feu d'Ashikaga, dissolt quan començà l'era Meiji. A partir de l'era Meiji, es crearen l'actual municipi d'Ashikaga a més del districte d'Ashikaga l'1 d'abril de 1889 gràcies a la nova llei de municipis. Ashikaga obtindria l'actual categoria de ciutat l'1 de gener de 1921. Durant la primera meitat del segle xx la ciutat s'annexionà molts petits municipis veïns, arribant a la seua actual extensió l'1 d'octubre de 1962, quan també se dissolgué el districte d'Ashikaga degut a que tots els municipis d'aquest havien estat annexionats per la ciutat.

## Política i govern

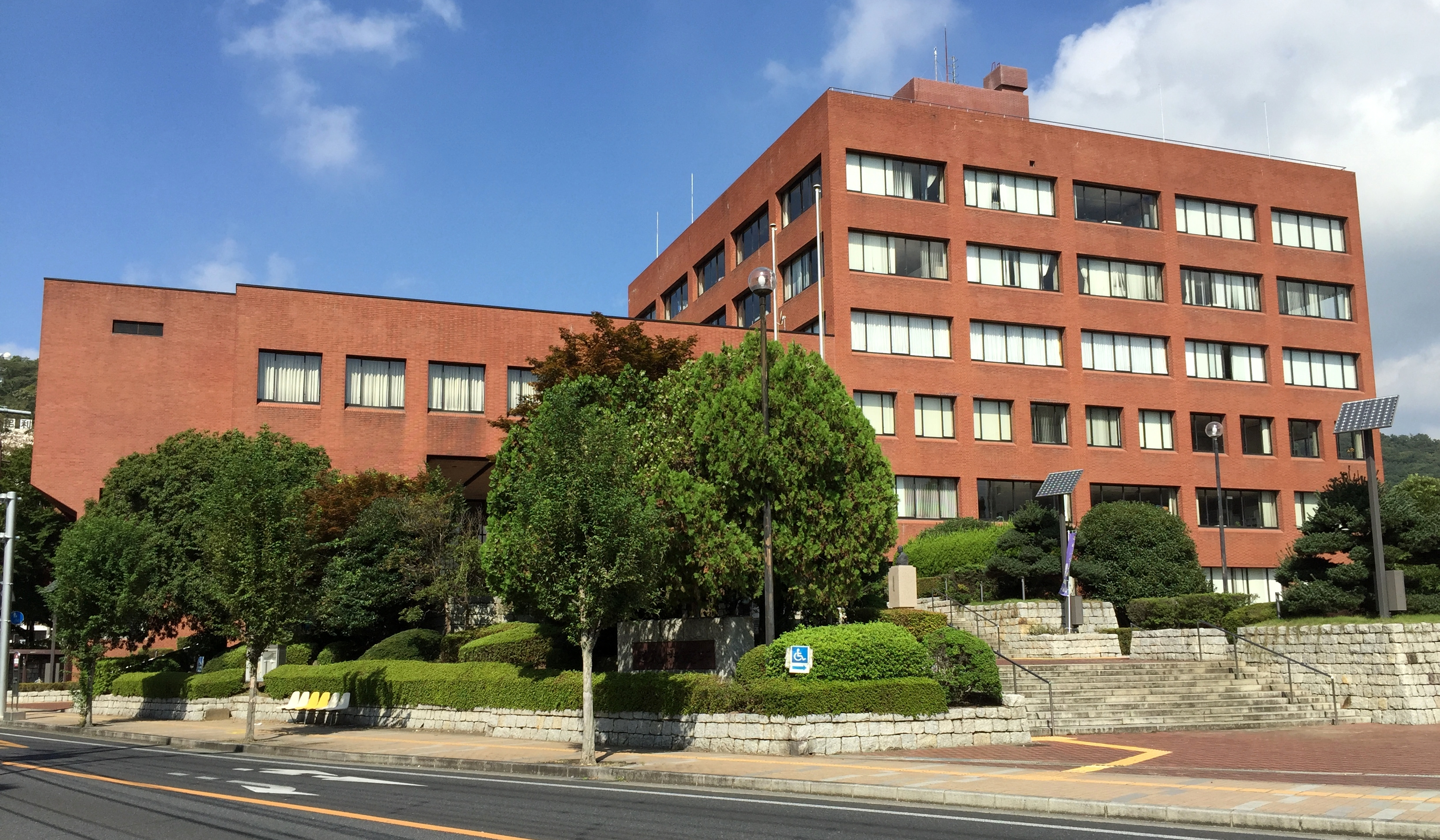
Ajuntament d'Ashikaga

### Alcaldes
En aquesta taula només es reflecteixen els alcaldes democràtics, és a dir, des de l'any 1947.
| Alcalde          | Inici del mandat | Fi del mandat | Partit | Partit |
| Asashichi Kimura | 1947             | 1967          |        | Ind    |
| Toraji Nagatake  | 1967             | 1979          |        | Ind    |
| Yukihisa Machida | 1979             | 1991          |        | Ind    |
| Kazuo Hayakawa   | 1991             | 2001          |        | Ind    |
| Muneo Yoshitani  | 2001             | 2009          |        | Ind    |
| Minoru Ōmamiuda  | 2009             | 2013          |        | Ind    |
| Satoshi Izumi    | 2013             | -             |        | Ind    |

## Demografia
| 1920    | 1930    | 1940    | 1950    | 1960    | 1970    | 1980    |
| ------- | ------- | ------- | ------- | ------- | ------- | ------- |
| ND      | ND      | ND      | ND      | 146.209 | 156.004 | 165.756 |
| 1990    | 2000    | 2010    | 2020    | 2030    | 2040    | 2050    |
| 167.686 | 163.140 | 154.462 | 143.878 | -       | -       | -       |

## Transport

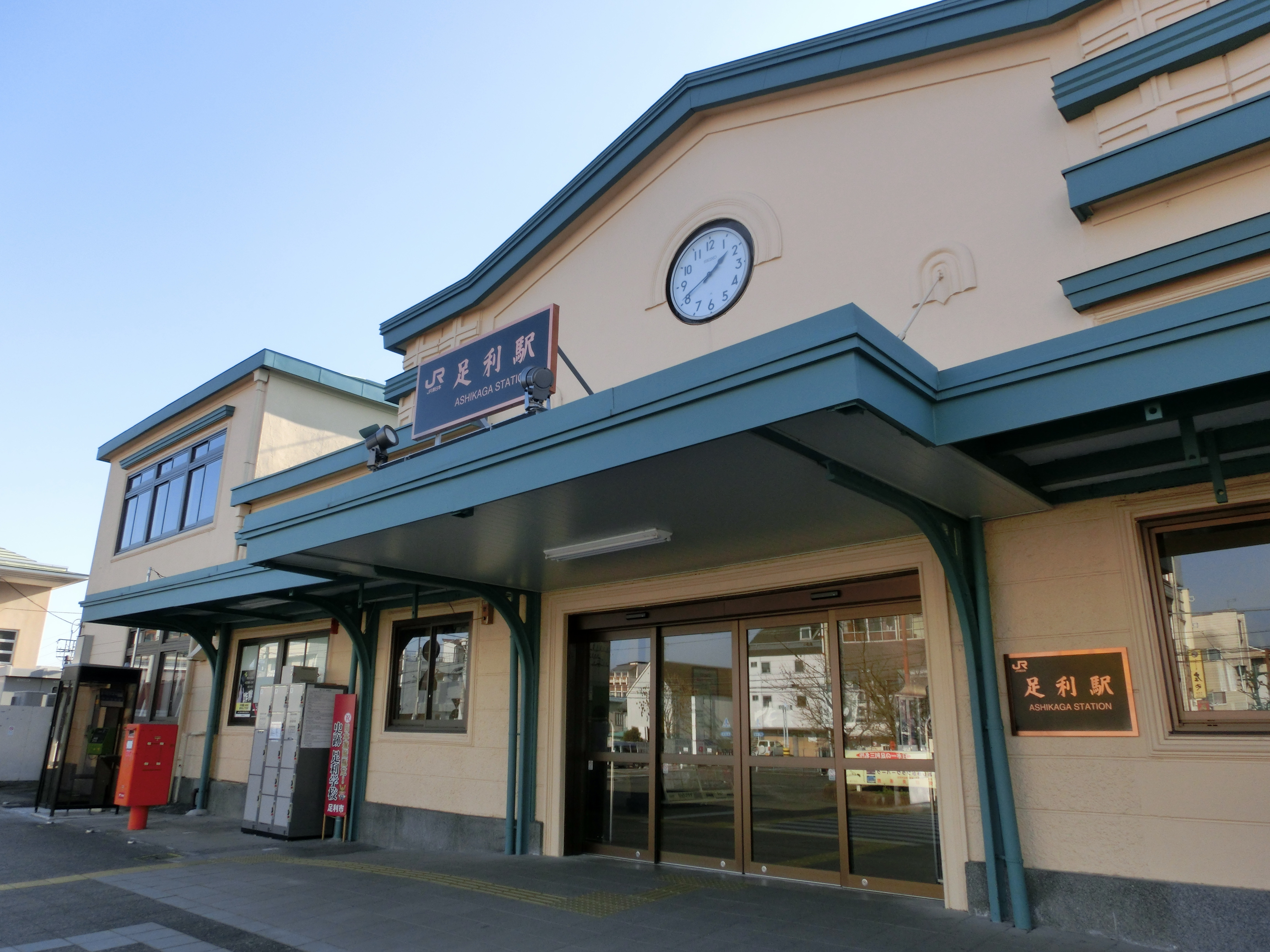
Estació d'Ashikaga (2015)

### Ferrocarril
- Companyia de Ferrocarrils del Japó Oriental (JR East)
  - Tomita - Ashikaga - Yamamae - Omata - Ashikaga Flower Park
- Ferrocarril Tōbu
  - Agata - Fukui - Tōbu-Izumi - Ashikagashi - Yashū-Yamabe

### Carretera
- Autopista del Nord de Kantō (Kita-Kantō)
- Nacional 50 - Nacional 293 - Nacional 407

## Agermanaments
- Kamakura, prefectura de Kanagawa, Japó.
- Springfield, Illinois, EUA.
- Jining, província de Shandong, RPX.

## Ciutadans il·lustres
- Mitsuo Aida, poeta.
- George Akiyama, mangaka.